# NGC 534
NGC 534 ist eine linsenförmige Galaxie mit aktivem Galaxienkern vom Hubble-Typ SB0 im Sternbild Bildhauer am Südsternhimmel. Sie ist schätzungsweise 258 Millionen Lichtjahre von der Milchstraße entfernt und hat einen Durchmesser von etwa 75.000 Lj. 

Im selben Himmelsareal befinden sich u. a. die Galaxien NGC 544, NGC 546, NGC 549.
Das Objekt wurde am 17. November 1827 von dem britischen Astronomen John Frederick William Herschel entdeckt.